# Nestor Ngoy Katahwa
Nestor Ngoy Katahwa (* 24. März 1943 in Nonge) ist ein kongolesischer Geistlicher und emeritierter römisch-katholischer Bischof von Kolwezi. 

## Leben
Nestor Ngoy Katahwa empfing am 23. August 1970 die Priesterweihe.
Papst Johannes Paul II. ernannte ihn am 25. September 1989 zum Bischof von Manono. Die Bischofsweihe spendete ihm der Bischof von Kongolo, Jérôme Nday Kanyangu Lukundwe, am 26. Februar des folgenden Jahres; Mitkonsekratoren waren Jérôme Gapangwa Nteziryayo, Bischof von Uvira, und Barthélémy Malunga, Altbischof von Kamina.
Am 16. November 2000 wurde er zum Bischof von Kolwezi ernannt.
Papst Franziskus nahm am 11. Januar 2022 seinen altersbedingten Rücktritt an.